# Alella (DO)
Le Alella est une D.O (Denominación de Origen) de Catalogne.

## Vignoble

### Présentation
Cette DO compte environ 525 hectares.

### Encépagement
Les cépages utilisés sont le pranillo, le merlot et le cabernet pour les vins rouges. Pour les vins blancs les cépages sont le xarel-lo et le chardonnay.